# Butovîcivka, Solone
Butovîcivka (în ucraineană Бутовичівка) este un sat în comuna Oleksandropil din raionul Solone, regiunea Dnipropetrovsk, Ucraina.

## Demografie
Componența lingvistică a localității Butovîcivka
     Ucraineană (99,14%)
     Alte limbi (0,86%)
Conform recensământului din 2001, majoritatea populației localității Butovîcivka era vorbitoare de ucraineană (99,14%), existând în minoritate și vorbitori de alte limbi.